# Khan-Tengri nationalpark
Khan-Tengri nationalpark är en nationalpark i Kirgizistan, etablerad 2016. Den ligger i distriktet Ak-Suu i provinsen Ysyk-Köl i östra Kirgizistan, i Tianshan, och omfattar 2 758 km². Den är sedan inrättandet 2016 det största skyddade naturområdet och den största nationalparken i Kirgizistan. Parken inrättades efter ett beslut om utökning av naturskyddet i Kirgizistan från 2014, med syftet att bevara unika naturområden, skydda sällsynta och hotade arter av växter och djur och bevara biologisk mångfald. Området är inte minst ett viktigt habitat för snöleoparder och 2018–2019 observerades 14 vuxna snöleoparder och 5 ungar i parken. 2014 uppskattade en rapport av Snow Leopard Network (SLN) att kanske bara totalt cirka 300 snöleoparder fanns kvar i Kirgizistan. Nationalparken öppnades officiellt den 26 december 2016 och dess inrättande nära tredubblade ytan av den skyddade naturen för snöleoparder i Kirgizistan.
Nationalparken har fått sitt namn efter berget Khan Tengri som ligger vid gränsen mellan Kirgizistan, Kazakstan och Kina och kan sägas utgöra en trelandspunkt mellan dessa länder. Khan Tengri har en ovanligt symmetrisk, glaciärtäckt topp, och brukar ses som ett av de vackraste bergen i världen. Berget är med en höjd på 7 010 m ö.h. (utan glaciärtäcke 6 995 m ö.h.) det näst högsta berget i Tianshan och det tredje högsta i Kirgizistan. Khan-Tengri nationalpark är också till stora delar en högt belägen alpin till högalpin nationalpark med för Kirgizistan motsvarande flora och fauna. 
Parkens östra gränser går längs med Kirgizistans landgräns från Khan Tengri mot Kazakstan i norr och Kina i söder. I väst är gränsen oregelbunden, och parken kan geografisk sett delas upp i fyra sektioner, en stor östlig huvudsektion och tre små västliga sektioner, av vilka den västligaste ligger strax norr om naturreservatet Sarychat-Ertashs östligaste hörn. 
Från norr till söder ligger parken grovt sett mellan bergskedjorna Teskei Ala-Too och Kakshaal Too, inom floden Saryjaz avrinningsområde.